# J. Bart Classen
John Barthelow Classen es un inmunólogo y antivacunas estadounidense. Recibió su MD de la Universidad de Maryland en 1988, su MBA de la Universidad de Columbia en 1992 y obtuvo su licencia médica en octubre de 1997. Es conocido por haber publicado investigaciones que concluyen que las vacunas, en particular la vacuna Hib, causan diabetes mellitus insulinodependiente, una hipótesis que propuso basándose en experimentos que realizó en ratones en 1996 Sus opiniones se disputan y se consideran no verificadas.

## Puntos de vista antivacunas

### Vínculo entre vacunas y diabetes
Classen afirma que las vacunas, en particular la vacuna Hib, causan diabetes mellitus insulinodependiente, una hipótesis que propone basándose en experimentos que realizó en ratones en 1996.
Classen propone que las vacunas causan diabetes al provocar la liberación de interferones, lo que provoca un estado autoinmune que conduce a la diabetes tipo 1 inmunomediada. Sus afirmaciones son citadas en muchos sitios web antivacunas, como el del "National Vaccine Information Center".
Su trabajo ha sido ampliamente criticado. Por ejemplo, la periodista Amy Wallace escribió que el vínculo entre la vacuna y la diabetes "... se basa en el trabajo defectuoso de un médico [Classen], que recopiló datos sobre una gran cantidad de vacunas y no siguió los protocolos de estudio estándar. . Ningún otro estudio, incluidos los que utilizan los mismos datos, pudo reproducir los resultados ".
Los estudios independientes que han investigado el vínculo potencial entre las vacunas y la diabetes incluyen uno, publicado por Frank DeStefano, que "no encontró un mayor riesgo de diabetes tipo 1 asociado con ninguna de las vacunas infantiles recomendadas de forma rutinaria". DeStefano y col. También señala que otro estudio de más de 100,000 niños examinó la posible conexión entre las vacunas Hib y la diabetes y no encontró asociación entre las dos.
El Centro Nacional Australiano de Investigación y Vigilancia de Inmunizaciones examinó los estudios de Classen y escribió que "otros investigadores que han estudiado el tema no han verificado los hallazgos del Dr. Classen".
El Consejo Estadounidense de Ciencia y Salud ha dicho lo siguiente de las afirmaciones de Classen acerca de la existencia de un vínculo entre las vacunas, el autismo y las enfermedades relacionadas con el sistema inmunológico:

"Estas afirmaciones no tienen absolutamente ninguna base en hechos científicos. El vínculo entre las vacunas y el autismo ha sido descartado varias veces desde que fue propuesto por primera vez por Wakefield, y la conclusión es que nunca hubo ningún vínculo entre las vacunas y el autismo. Instamos al público dejar de escuchar las ideas que impulsa el movimiento antivacunas y hacer lo mejor para la salud pública, que es vacunarse ”.

### Vínculo entre vacunas contra covid-19 y enfermedad priónica
Una publicación de Facebook de 2021 ampliamente republicada que afirmaba que las vacunas de ARNm contra COVID-19 podrían causar enfermedades priónicas se basó en un artículo de Classen. El artículo "COVID-19 RNA based vaccines and the risk of prion disease" se publicó en Microbiology and Infectious Diseases, cuyo editor, Scivision Publishers, está incluido en la lista de editores de revistas depredadoras de Beall. 
Vincent Racaniello, profesor de microbiología e inmunología en la Universidad de Columbia, describió la afirmación como "completamente incorrecta".
El virólogo de la  Universidad de Tulane, Robert Garry, declaró que Classen no ha ofrecido evidencia de los tres pilares de su argumento: que la secuencia de superposiciones entre la vacuna de Pfizer es mayor que la que ocurre con cualquier tramo de ARN seleccionado al azar, o que la vacuna podría causar que el zinc sea liberado y que hacerlo afectaría a sus supuestos objetivos como él propone.

## Patentes
Classen posee una serie de patentes, específicamente relacionadas con "el acto de leer la literatura científica publicada y usarla para crear programas de vacunación que minimicen los trastornos inmunitarios", y ha demandado a cuatro empresas de biotecnología por supuestamente infringirlas. Mientras que un tribunal de distrito determinó que la idea de Classen era demasiado abstracta para ser patentada, un tribunal de apelaciones determinó lo contrario tras una apelación de Classen.

## Publicaciones Seleccionadas
- Classen, J. B.; Mergner, W. J.; Costa, M. (1989). «ATP hydrolysis by ischemic Mitochondria». Journal of Cellular Physiology 141 (1): 53-59. PMID 2777902. doi:10.1002/jcp.1041410109.
- Classen, J. B.; Shevach, E. M. (1991). «Evidence that cyclosporine treatment during pregnancy predisposes offspring to develop autoantibodies». Transplantation 51 (5): 1052-1057. PMID 1903221. doi:10.1097/00007890-199105000-00024.
- Classen, J. B.; Shevach, E. M. (1993). «Post-thymectomy organ-specific autoimmunity: Enhancement by cyclosporine a and inhibition by IL-2». Autoimmunity 15 (1): 55-59. PMID 8218831. doi:10.3109/08916939309004839.